# 변산면
변산면(邊山面)은 대한민국 전북특별자치도 부안군의 면이다.

## 개요
변산면은 부안군의 서남권에 위치한 변산반도에 위치해 있으며 동쪽은 하서면, 상서면에 접하고 서쪽은 황해에 임하고 있다. 변산면의 총면적은 85.20km2로 부안군의 17.3%를 차지하고 있으며 면적의 70%가 산지이며, 35km의 해안선 및 5개 도서로 형성되어 있다. 1988년도에 변산반도 국립공원으로 지정되어 크게 외변산 관광지와 내변산 관광지로 구분하고 있다.

## 행정 구역
- 격포리
- 대항리
- 도청리
- 마포리
- 운산리
- 중계리
- 지서리

## 관광
외변산 지역의 관광지로는 부안댐, 변산온천, 새만금방조제와 변산해수욕장, 고사포해수욕장, 격포해수욕장, 상록해수욕장, 수성당, 채석강 등이 있으며, 내변산 지역 관광지로는 주로 등산로인 직소폭포, 벼락폭포, 봉래구곡, 월명암, 낙조대, 가마소 등이 있으며, 산중의 왕이라 불리는 천왕봉, 왕을 호위하는 구닌봉, 왕과 구신을 먹이는 노적봉, 깃대봉, 병충바위, 거북바위 등이 있다.

## 교육

### 초등학교
- 격포초등학교 (격포리)
- 변산초등학교 (지서리)
  - 변산동분교 (폐교) - 묵정길 118 (대항리)
- 마포초등학교 (폐교) - 마포로 204-24 (마포리)

### 중학교
- 변산서중학교